# نیل کر
نیل کر (انگلیسی: Neil Kerr؛ ۱۳ آوریل ۱۸۷۱ – ۱۹۰۱) بازیکن فوتبال اهل پادشاهی متحد بریتانیای کبیر و ایرلند بود.
از باشگاه‌هایی که در آن بازی کرده‌است می‌توان به باشگاه فوتبال ناتینگهام فارست، باشگاه فوتبال فالکیرک، باشگاه فوتبال دومبارتون، باشگاه فوتبال لیورپول، باشگاه فوتبال رنجرز، و تیم ملی فوتبال اسکاتلند اشاره کرد.